# Élections législatives kazakhes de 2012
Des élections législatives se sont tenues au Kazakhstan le 15 janvier 2012.

## Résultats
| Parti politique                          | Votes     | %     | Sièges | +/– |
| ---------------------------------------- | --------- | ----- | ------ | --- |
| Nour-Otan                                | 5 621 436 | 80,99 | 83     | –15 |
| Democratic Party of Kazakhstan Ak Zhol   | 518 405   | 7,47  | 8      | +8  |
| Parti populaire communiste du Kazakhstan | 498 788   | 7,19  | 7      | +7  |
| Parti national social-démocrate          | 116 534   | 1,68  | 0      | 0   |
| Parti social-démocrate paysan « Auyl »   | 82 623    | 1,19  | 0      | 0   |
| Party of Patriots of Kazakhstan          | 57 732    | 0,83  | 0      | 0   |
| Democratic Party Adilet                  | 45 702    | 0,66  | 0      | Nv  |
| Votes blancs                             | 77 707    | –     | –      | –   |
| Total                                    | 7 018 927 | 100   | 98     | 0   |
| Taux de participation                    | 9 303 693 | 75,44 | –      | –   |
| Source : (en) Adam Carr                  |           |       |        |     |